# Екиогиз
Екиогиз, Эквиус — средневековое городище на территории Жетысуской области, в бассейне реки Иле. Город обозначен на карте Махмуда Кашгара (XI в.) и упоминается в дневнике В.Рубрука, где сообщается, что Екиогиз, расположен к востоку от реки Иле и служил стоянкой персидских купцов. По предположению ученых, Екиогиз находился на побережье реки Коксу Алматинской области, на холме Дунгене, где в 1939 году проводились исследования Жетысуской (рук. А. Н. Бернштам), в 1997 году Туркестанской археологической (рук. К. Байпаков) экспедиций. Городище четырёхугольной формы. Сохранились следы от стен и башен по углам. Площадь 675×565 м. Судя по скважине и глиняным сосудам, обнаруженным при раскопках, Екиогиз датируют VIII—IX вв.